# EMD GP50形ディーゼル機関車
EMD GP50は、1980年から1985年の間にアメリカのGM-EMDが製造した4動軸の電気式ディーゼル機関車である。

## 概要

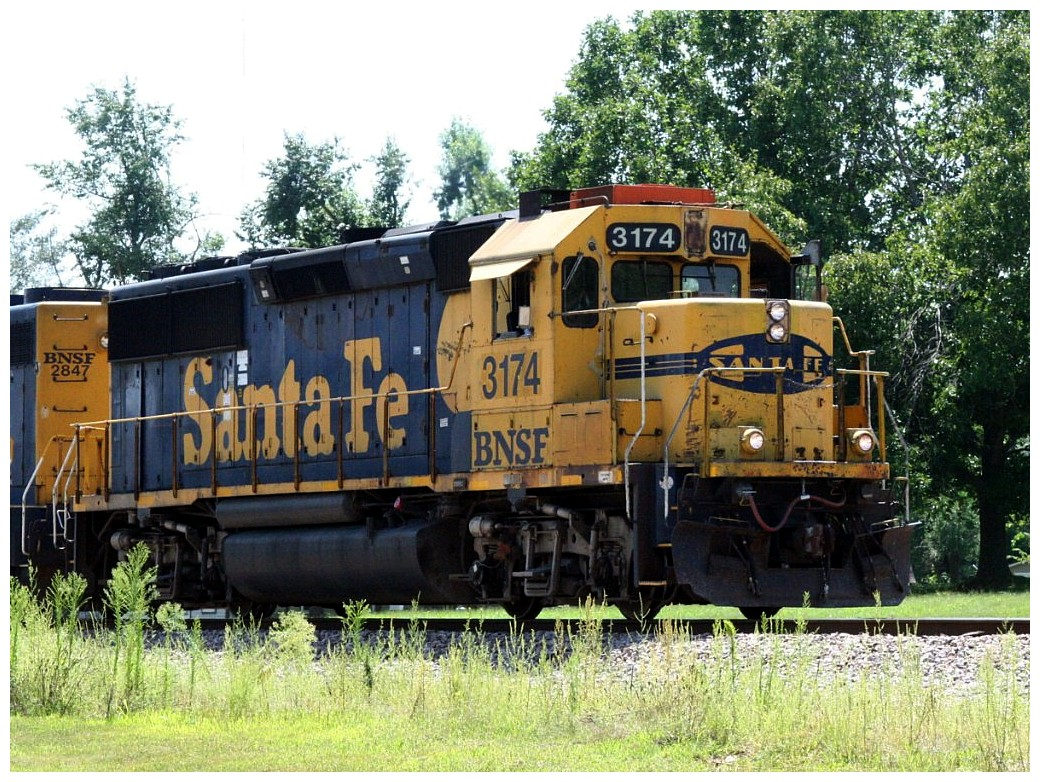
BNSF鉄道3174号

本形式が製造される以前に、先行量産車的な意味合いで、1977年から1978年にかけてGP40Xが23両製造された。うち10両はHT-B型台車を実験的に装備しており、この台車はGP50ではオプション対応とされたが、実際に装備した車両はない。
HT-B形台車はEMDが新たな高粘着台車として開発したもので、日本国鉄のEF63形電気機関車が装着した台車の逆ハリンクと同じ原理でゴム緩衝器を斜めに配置して軸重の移動を減らし、長い軸バネを使用して乗り心地のうちの縦揺れを改善し、メンテナンスコスト削減およびメンテナンス期間の拡大を狙ったものであった。動輪直径が通常より2インチ大きい42インチ（1066.8mm）の動輪を使用し、ホイールベースは通常より1インチ長かった。しかし、新型台車は高価であったこと、鉄道会社は実績のない台車を使用することをためらったことなどから普及せず、ブロンバーグB形台車が引き続き装備された。
バリエーションとして、運転室を延長したGP50Lがある。また、本形式のフレームは、GP38、GP38-2、GP39、GP39-2、GP40、GP40-2などと同じである。

## 落成時の所有鉄道事業者
| EMD GP50                                   | EMD GP50 | EMD GP50       | EMD GP50                                                     | EMD GP50 |
| 鉄道事業者                                 | 両数     | ロードナンバー | 備考                                                         |          |
| ------------------------------------------ | -------- | -------------- | ------------------------------------------------------------ | -------- |
| アッチソン・トピカ・アンド・サンタフェ鉄道 | 45       | 3810-3854      | 全車BNSF鉄道で使用中                                         |          |
| バーリントン・ノーザン鉄道                 | 63       | 3100-3162      | ほぼ全車がBNSF鉄道で使用中 (3158-3162はGP50L)                |          |
| シカゴ・アンド・ノースウェスタン鉄道       | 50       | 5050-5099      | 全車ユニオン・パシフィック鉄道で使用中                       |          |
| ミズーリ・パシフィック鉄道                 | 30       | 3500-3529      |                                                              |          |
| サザン鉄道                                 | 90       | 7003-7092      | ハイフードユニット車はすべてノーフォーク・サザン鉄道で使用中 |          |